# جان اچ کاکس
جان اچ کاکس (انگلیسی: John H. Cox؛ زادهٔ ۱۵ ژوئیهٔ ۱۹۵۵) حسابدار، از اهالی کسب‌وکار، مجری، وکیل و سیاستمدار آمریکایی است. او از نامزدهای جمهوریخواه انتخابات فرمانداری کالیفرنیا در سال ۲۰۱۸ است.